# 高速戰隊渦輪連者
《高速戰隊渦輪連者》，是由日本東映製作的《超級戰隊系列》第13部特攝作品，於1989年（平成元年）2月25日至1990年2月23日期間在朝日電視台首播。而最初其首播時間為每週六下午6時，直至1989年10月6日（第32集）起則改為每週五下午5時30分首播。

## 作品特色
- 首部於平成時代首播的《超級戰隊系列》作品。
- 首部以「汽車」及「交通工具」為主題及首支戰隊成員皆為「高中生」的戰隊。
- 「八手三郎」系列的戰隊中首支以「連者」命名的戰隊。
- 此作第1集為介紹過往「八手三郎」戰隊系列的10支超級戰隊之特別篇，故其故事主線則由第2集開始。
- 以往戰隊的大型機組被收納於大型母艦的設定則改為直接由基地出發。
- 首次出現可變形為大型機械人的基地（Turbo Builder）。
- 首次出現六機組合體的大型機械人（Super Turbo Robo）。

## 故事概要
在遙遠的過去，讓人類聞風喪膽的邪惡民族－暴魔百族在此大鬧人間，讓人間不堪其擾，直到人類與妖精合作無間，終於瓦解了暴魔百族的野心，於是妖精界的代表－聖獸拉奇亞成功將暴魔城給封印。
然而在兩萬年後的現代，人類無意間將大自然破壞，而妖精界亦已經面目全非了，暴魔的餘孽趁機解開封印，將對所有人類發動復仇之戰，然後開始支配地球，為暴魔大帝拉貢獻出邪惡的力量。
妖精界唯一僅剩的妖精希隆與具有卓越的科學能力與智慧並發明無污染的引擎系統的科學家太宰博士，為對抗暴魔百族而準備的高速戰隊系統，並且透過希隆找到了五名就讀高中的年輕人，並賦予他們保護地球與神聖的力量成為「高速戰隊渦輪連者」。

## 登場角色

### 高速戰隊渦輪連者
高速戰隊渦輪連者，為妖精希隆找到的五名高中生戰士，全員皆就讀都立武藏野學園高校，為3年A班的學生。
五人皆曾於年幼時曾目睹妖精之魂兼且沐浴其聖光，故五人皆能夠藉肉眼看見希隆。
炎 力（ほのお りき）／ 紅渦輪
演：佐藤健太
渦輪連者的隊長。
作為隊長的他，行動力比其他隊員還要敏銳，並且擁有熱血心腸的正義感及優秀的領導能力。
所屬棒球部，而其投擲魔球之技巧有時亦會應用於戰鬥，但其學習成績尤為欠佳。
其他登場作品：《豪快者 護星者 超級戰隊199英雄大決戰》
山形 大地（やまがた だいち）／ 黑渦輪
演：我那霸文章
渦輪連者一員。
擁有異於常人的持久耐心及超強體力，並且擅長馬拉松，同樣其學習方面也很厲害，故在戰鬥方面亦有相當執著的冷靜思考與判斷。
浜 洋平（はま ようへい）／ 藍渦輪
演：朝倉圭矢
渦輪連者的一員。
擁有獨特的個人風格與率性，也很愛開玩笑，對女學生他可是一個值得交往的好朋友。
在學校社團中所屬游泳社，除了游泳外，跳水平台也是他擅長的項目之一，因此在水中也可以輕易地與敵人對戰。
日野 俊介（ひの しゅんすけ）／ 黃渦輪
演：片桐順一郎
渦輪連者的一員。
在學校社團中所屬體操社，對一些日常在體操部分亦能應用於對付敵人。
其能夠給予人一種非常明亮與愉悅的心情，但過往有一個最愛的弟弟－俊二卻不幸死於車禍，也曾經傷心欲絕過，後來他習慣了孤單的心情，而獨立堅強起來。
森川 春奈（もりかわ はるな）／ 粉紅渦輪
演：木之原賀子
渦輪連者中唯一一位女生。
其所屬社團為指揮部，後來亦獲選擔任學生會會長，而她本身也是一名學業成績優異並且做事細緻女秀才，而其個性亦是清新亮麗且有自信。

#### 渦輪連者的協力者／相關者
太宰博士
演：岡本富士太
一位發明無污染的引擎及能夠看見妖精之儀器的科學家，並負責為渦輪連者開發裝備及後勤支援等。
對渦輪連者的班主任山口老師有好感。
妖精 希隆
演：大村真有美
妖精界中是唯一僅存的妖精。
如果沒有配戴能看見精靈的特製眼鏡或未曾被妖精之魂的聖光沐浴的話，其肉眼則不能看見她的。
為了能夠消滅暴魔百族而尋找正義英雄「高速戰隊渦輪連者」，以助她實現一個守護和平的願望。
其住所則為基地內的玩具小屋，有時亦會外出協助渦輪連者。
而最後在渦輪連者擊敗暴魔後便與他們道別並離開地球與拉奇亞團聚。
山口 美佐（やまぐち みさ）
演：高見恭子
渦輪連者的班主任。
任教數學，同時也擔任學校棒球社顧問老師。
初時並不知道力等人作為渦輪連者的身份；而最後在他們與暴魔決戰時亦親赴Turbo Builder激勵五人。
有一位在香港修練功夫的妹妹。
聖獸 拉奇亞
聲：銀河萬丈
妖精界的守護神，於第3集初登場。
在兩萬年前便帶領所有妖精與人類成功攻陷暴魔城並將其封印，然而事隔多年後因人類污染大自然，妖精力量逐漸微弱，而最後拉奇亞將一切托付於渦輪連者後便離開地球並化為宇宙中的星座。

### 暴魔百族
暴魔百族，為以暴力與魔力為主，企圖支配地球並具有邪惡野心的惡魔種族。
於兩萬年前橫行霸道，無惡不作，與人類、妖精展開正邪決戰，而在輸給人類與妖精後則被聖獸拉奇亞封印。
然而到了現代，人類任意破壞與污染大自然，封印力量逐漸微弱，妖精界也不存在，暴魔百族的餘孽亦趁機破壞封印，並再次對地球展開支配的攻擊行動。
初期常透過釋放被封印的暴魔獸進行作戰；另外純種暴魔的血液為綠色，並且對非純種的流亡暴魔尤為反感。
暴魔大帝 拉貢→新拉貢
聲：渡部猛
暴魔百族以及暴魔城的支配者，於第3集初登場。
別名「暴魔神」，以威壓及暴力統治暴魔百族的暴君，即使如此，仍有許多暴魔選擇追隨牠。
後來因闇丸篡位的陰謀讓牠與紅渦輪在暴魔城內進行一對一的單挑死鬥，然而卻不敵對方的GT劍，最後變為戰鬥型態並巨大化迎戰渦輪連者，但最後還是被Super Turbo Builder擊敗。
然而被擊敗的拉貢並沒有因而死去，而在蓄積能量期間亦釋放被封印的暴魔獸，並且會透過其觸手釋放暴魔再生巨大化光線。
而在釋放並派遣暴魔獸獨眼暴魔時成功將渦輪連者、闇丸跟霧香送進陷阱，並且在重生為新拉貢後則將變回人類的闇丸跟霧香驅逐，而在知悉「大封印」的存在後亦意圖將之解除，但最後在決戰時再次被渦輪連者的Super Turbo Robo擊敗並消滅。
暴魔博士 雷達
演：石橋雅史
暴魔百族中最元老的領導者，其地位亦僅次於拉貢。
擁有古代生物菊石的外貌，擅長使用邪術攻擊，而其武器為杖子兼笛子的魔笛透視杖，並能夠透過吹奏讓人類痛苦的魔奏曲將被擊敗的暴魔獸巨大化。
後來在金巴與邪冥相繼死去後便與紅渦輪進行一對一單挑，並且曾製造異空間讓其身陷苦戰，但最後在被對方識破後隨即被之消滅。
姬暴魔 賈敏
演：岸加奈子
個性殘暴的女幹部。
以「戰士就像星星一般的孤獨」為其信念，並且十分厭惡如家庭溫暖、親情及愛情等幸福的情感。
其武器為鞭子－魔變毒蛇鞭，並擅長從嘴部吐息火焰攻擊，而其暴魔再生巨大化光線亦從其嘴部釋放。
後來在金巴死後便以釋放封印於其體內的暴魔獸黑子暴魔迎戰渦輪連者，其後大地為掩護當時仍未完工的Rugger Fighter而駕駛殘破的Turbo Track作為誘餌與她駕駛的Gazouku開戰，結果賈敏則遭到對方擊落。其後身負重傷的她仍堅持聯同黑子暴魔與黑渦輪決戰，卻還是被對方打敗，而最後賈敏亦拼命將黑子暴魔巨大化後便氣絕身亡。
暗闇暴魔 金巴
聲：平井誠一
具有鎧武者形象的幹部。
武器為兩把暗黑魔神劍，並能夠僅憑其念力操縱，另外其自身亦具有如金蟬脫殼般卸去盔甲的能力，至於其暴魔再生巨大化光線則從其臉孔釋放。
過去曾經愛上過一位人類公主，亦曾為了她赴湯蹈火，在一場與異族的戰鬥中奮勇殺敵，然而最後負傷慘重，臨終前向公主告白了自己的心意，但卻被不領情的對方一腳踢開。而含恨而終的冤魂則成為鬼火，並附身於一副日本的武士盔甲上，同樣金巴亦因而相當憎恨情侶之間的愛情。
後來渦輪連者因惡魔極光關係而失去變身能力，然而不斷追擊他們的金巴卻被復活的對方反擊而死。其後闇丸亦指使闇蜘蛛讓其復活巨大化，雖然成功重創Turbo Robo，但仍不敵Turbo Builder的連環炮擊而被消滅。
奔馳暴魔 祖魯天
聲：梅津秀行
暴魔的幹部。
具有圓滾的體型，並喜歡到處惡作劇，讓人類哀嚎與痛苦是牠的樂趣。
其自身可化為一輛四輪機車，而其使用武器為一把電子彈弓及可發射吹箭的螺號，而暴魔再生巨大化光線亦由其吹奏螺號釋放；另外牠的屁亦具有讓人類進入沉睡狀態的效用。
然而最後在決戰時駕駛Gazouku期間卻被Turbo Builder擊落而亡。
烏拉兵
暱稱「烏拉」，為暴魔的士兵種族，於第3集初登場。
由兩名烏拉隊長負責率領，而其族長為暴魔獸烏拉暴魔。
一般烏拉的體色為黑色，而使用武器則為邪骨劍。
烏、拉
兩人皆為烏拉隊長。
其體色皆有別於一般烏拉的紅色，而使用武器為以骨頭製造的長冰斧。
流亡暴魔
為一群流落於人群的人類與暴魔之混血生命體，其非人類亦非暴魔的身分卻成為了長久以來兩種族之間迫害的對象。
由於流亡暴魔為少數個體，因此能遇到同族的機率極低；另外其血液則為與人類同樣的紅色。
闇丸／流星 光（ながれぼし ひかる）
演：田中良典
於第14集初登場。
初現身時則以流浪高中生的身份轉校至武藏野高中，並將渦輪連者作為彼此的競爭對手。
在兩萬年來便一直受到人類與純種暴魔的鄙視，故而有著消滅兩族並獨立創造屬於流亡暴魔的世界之野心。
後來於一次夢中遇見霧香，亦被告知其會遇上的命運；其後當他一看見小夜子的樣貌時便追蹤並帶走她，結果當兩人的小指頭產生紅線後闇丸亦獲得強化。
其暴魔型態則由其身上的闇蜘蛛為他製造多樣性武器，而初期其暴魔巨大化光線亦由闇蜘蛛釋放；而在強化型態後其巨大化光線則直接從其雙角與額頭釋放。
在獲得強化後便聯同霧香前往暴魔城，而假意效忠拉貢的他實際上已有篡位的陰謀，而最後在拉貢被渦輪連者打敗後則成為暴魔的支配者。
後來在與霧香被新拉貢的陰謀下變回人類，隨後卻被流亡暴魔卡西姆所救，但兩人沒多久便因其僅存的力量而變回流亡暴魔。然而在卡西姆逝世後霧香的回心轉意，加上闇蜘蛛及多拉古拉斯接連被消滅，但自己的野心卻不曾熄滅過，最後亦入侵暴魔城挑戰新拉貢卻被戰敗。其後自暴自棄的他在聽到渦輪連者、太宰博士、山口老師、希隆以及霧香的呼喚下，其與霧香的思念化為紅線，隨後被紅線救出的他亦變回人類。
最後在渦輪連者畢業當天則與小夜子道別他們後便以人類的身份踏上旅途。
霧香／月影 小夜子（つきかげ さよこ）
演：森下雅子
於第28集初登場。
過去還是嬰兒的她則被兩名骷髏怪人所收養，而暴魔獸御守暴魔亦寄生於其並一直守護她。
後來因緣成為力等人班上的同學，並且與力彼此存在些許好感。然而在一次自己生日當天則被其養父母及御守暴魔告知其為流亡暴魔的事實，其後亦因與闇丸互繫紅線的關係而覺醒其流亡暴魔型態。
其武器為可釋放光束的月光劍及具有五片刀刃的大型戒指刀，而暴魔再生巨大化光線亦由其透過旋轉戒指刀釋放。
後來在卡西姆逝世後亦從渦輪連者口中知悉卡西姆為其父親，內心產生動搖的她亦選擇洗心革面、棄暗投明，而最後在決戰時成功以紅線救出仍於暴魔城內的闇丸後便變回人類，隨後兩人於渦輪連者畢業當天向他們道別後便聯同流星離去。
骷髏怪人
演：竹内靖（男）、奥山眞佐子（女）
兩人皆為小夜子（霧香）的養父母，於第31集初登場。
在小夜子還是嬰兒時期時便收養並將其撫養成人；後來在小夜子生日時她亦邀請力作客，其後骷髏怪人卻對力施襲，並且在小夜子被流星帶走後亦向其告知真相。
最後兩人在戰鬥中卻被渦輪連者消滅，而死後其頭顱亦化為巨大化光束讓御守暴魔重生。
暴魔蝙蝠 多拉古拉斯
流亡暴魔的守護神，於第32集初登場。
過去則被封印於鏡中世界內，後來卻被闇丸跟霧香釋放並作為兩人的座騎。另外兩人亦在其身上加裝機關砲。
而在闇丸跟霧香因新拉貢的陷阱而變回人類時卻曾一度假意效忠新拉貢，並且被新拉貢釋放其體內的暴魔獸多拉古拉暴魔，但最後多拉古拉斯為擊敗暴魔獸封印暴魔而選擇犧牲自己。
卡西姆／鬼面暴魔
演：大月烏魯夫
小夜子（霧香）的父親，於第46-47集登場。
在兩萬年前受重傷時被一個美麗的人類女性所救，其後兩人為了遠離人間的喧囂而移居至深山隱居並誕下了小夜子，同樣地兩人希望小夜子以充滿愛與和平的心活下去，而非暴魔般的殘暴。
在流星（闇丸）與小夜子被新拉貢的陰謀下變回人類時卻救下兩人，並且一直阻止兩人變回流亡暴魔；然而卻在一次戰鬥中，負傷的他在打算阻止失控的闇丸時被他推下山谷而逝世，臨終時亦向渦輪連者道出真相，並托付五人將內有霧香母親之照片的胸前掛墜交予霧香及說服她，其後渦輪連者亦以其杖子為他製造墳墓。

## 渦輪連者的裝備

### 裝備／武器
Turbo Bracelet
渦輪連者裝備於雙手腕上的手環，右手環可用於通訊；而左手環則發動變身。
Turbo Suits
渦輪連者在變身後所穿的強化服。
以特殊的纖維製造，另外如果渦輪連者身上的妖精之力消失的話，其強化服則會呈視全白色。
Turbo Laser
渦輪連者所配備的雷射槍。
五人可使用其發動必殺技「Turbo Laser•Plasma Shoot」，以同時對天空發射光束並集中一處聚為大型光球後將之攻向敵人。
Turbo Laser Sword
渦輪連者所配備的劍。
Turbo Cassette
為五人各自配備的武器，於第6集初登場。
與Turbo Laser合體使用亦能大幅提升威力。
 GT-Sword
紅渦輪的劍型武器。
 T-Hammer
黑渦輪的與斧頭相似之大鎚，而其握柄的部分亦可發射光束。
 J-Gun
藍渦輪的光束槍，而與Turbo Laser合體型態亦名為J-Machine Gun。
 B-Vaughan
黃渦輪使用的彈弓式十字弓。
 W-Stick
粉紅渦輪的杖型武器，其除了可以棒打對手外亦可作為迴力鏢使用。
Turbo Attacker
主要由紅渦輪駕駛越野沙灘車。
其搭載武器為Attacker Vulcan及Attacker Magnum；另外其引擎V-Turbo Engine在後期亦作為V-Turbo Bazooka的動力來源。
Mach Turbo
渦輪連者的五台超級機車。
V-Turbo Bazooka
渦輪連者的必殺武器，為因應「Turbo Laser•Plasma Shoot」對闇丸無效而新開發的必殺武器，於第16集初登場。
以Turbo Attack的V-Turbo Engine作為火箭砲的動力來源，在鎖定目標後便發射光束消滅敵人。

### 大型機械
Turbo Machine
渦輪連者的五輛大型戰鬥車。
其初期為收納於一處山體內，直至後期才移師至Turbo Builder。
 Turbo GT
由紅渦輪駕駛的大型跑車。
配備武器為雷射炮GT Laser，並且能夠飛行。
為Turbo Robo的頭部、胸甲及背甲。
 Turbo Truck
由黑渦輪駕駛的大型卡車。
配備武器為加農炮Truck Cannon，並且能夠飛行。
為Turbo Robo的雙手臂及身驅。
 Turbo Jeep
由藍渦輪駕駛的大型吉普車，而其配備武器為強力鋼索Power Winch。
為Turbo Robo的左足部。
 Turbo Buggy
由黃渦輪駕駛的大型沙灘車，而其配備武器為火神炮Buggy Vulcan及駕駛艙兩側的導彈。
為Turbo Robo的右足部。
 Turbo Wagon
由粉紅渦輪駕駛的可飛行大型轎式旅行車，而其配備武器為導彈Wagon Missile。
為Turbo Robo的雙脛部。
Turbo Builder
後期作為渦輪連者的基地及太宰博士與希隆的居所，於第28集初登場。
在太宰研究所被金巴襲擊後而啟動的大型要塞，可收納Turbo Machine及Rugger Fighter，並且可轉換為大型機械人型態，但其活動力尤為緩慢。
其外部皆配備大量火炮，而必殺技皆為以所有火炮攻擊敵人的「Builder Storm」以及從其胸前釋放的T字形光束的「Builder Beam」。
Rugger Fighter／Turbo Rugger
於第29集初登場。
與Turbo Robo為相同時期由太宰博士所建造，但完工日期卻為延遲許多。
能變形為大型戰鬥機（Rugger Fighter）與大型機械人（Turbo Rugger）兩種型態，其中Rugger Fighter型態則以機體下方的四門雷射炮為武器；而Turbo Rugger的配備武器皆為裝備於雙肩的Big Rugger Gun以及橄欖球外型的炸彈Battle Ball，而必殺技為以超高速迴轉方式對敵人踢擊的「Screw Rugger Kick」。

#### 合體型態
Turbo Robo
由五輛Turbo Machine合體的大型機械人。
其能夠猶如溜冰般於地面上滑行，亦可飛行至宇宙空間。
其配備武器為高速劍，能發揮必殺技「高速劍·Turbo Crush」，另外其他配備武器包括盾牌Turbo Shield、兩把光束槍Turbo Gun與Turbo Cannon等。
Super Turbo Robo
由Turbo Robo及Turbo Rugger共同合體的大型機械人，於第30集初登場。
其必殺技為以雙手腕及護目鏡共同描繪的三角形電子光束「Super Mirage Beam」。
Super Turbo Builder
為Super Turbo Robo與Turbo Builder的組合型態，於第39集初登場。
其必殺技為從其胸前釋放的大型T字形光束的「Super Turbo Builder Beam」。

## 設定
太宰研究所
初期作為渦輪連者的基地及太宰博士與希隆的居所。
後來卻因金巴透過螢幕釋放光束而遭破壞。
暴魔城
暴魔百族的據點，於第3集初登場。
過去則被拉奇亞封印，後來被雷達、金巴、邪冥及祖魯天合力釋放，而其自身並能夠於宇宙空間飛行。
而最後在決戰時則被渦輪連者的Super Turbo Builder破壞。
Gazouku
暴魔百族的戰機。
其配備武器為光束炮，而自身亦能夠變形為戰車。
Garaba
暴魔百族的越野車，而其配備武器為加農砲。
大封印
傳說中封印著108隻暴魔獸的大封印，其位置正好在Turbo Builder下方。
被新拉貢知悉後其亦意圖將之解封，但最後則被渦輪連者成功阻止。

## 製作團隊
製作人員：
- 原作：八手三郎
- 製作人：
  - 朝日電視台：宇都宮恭三
  - 東映：鈴木武幸

- 劇本：曾田博久、藤井邦夫、井上敏樹、渡邊麻實
- 劇本統籌：鈴木武幸、小林芳弘
- 導演：長石多可男、東條昭平、新井清、蓑輪雅夫
- 動作導演：竹田道弘
- 配樂：吉田明彥
- 特攝導演：矢島信男
- 製作：朝日電視台、東映、東映Agency

皮套演員：
-  紅渦輪：新堀和男
-  黑渦輪：石垣廣文
-  藍渦輪：蜂須賀昭二
-  黃渦輪：赤田昌人
-  粉紅渦輪：蜂須賀祐一

## 播放列表
以下時間以當地時間（日本時間）為準：
| 日本首播日期 | 集數 | 標題 （日語）（漢譯）         | 主役暴魔一方                                                                                   | 編劇     | 導演       |
| ------------ | ---- | ----------------------------- | ---------------------------------------------------------------------------------------------- | -------- | ---------- |
| 1989/02/25   | 1    | 10大戰隊集合 拜託了！渦輪連者 | -                                                                                              | -        | 東條昭平   |
| 1989/03/04   | 2    | 你們看見妖精了嗎！            | - 岩神暴魔（聲：丸山詠二）                                                                     | 曾田博久 | 長石多可男 |
| 1989/03/11   | 3    | 暴魔城！二萬年的詛咒          | - 扭曲暴魔（聲：森篤夫）                                                                       | 曾田博久 | 長石多可男 |
| 1989/03/18   | 4    | 滾動的人類糰子！              | - 糰子暴魔（聲：西尾德）                                                                       | 曾田博久 | 東條昭平   |
| 1989/03/25   | 5    | 逃離！武士之城                | - 蓑笠暴魔（聲：廣森信吾）                                                                     | 曾田博久 | 東條昭平   |
| 1989/04/01   | 6    | 髒兮兮！暴魔殭屍              | - 舔舔暴魔（聲：丸山詠二） - 暴魔喪屍                                                          | 曾田博久 | 新井清     |
| 1989/04/08   | 7    | 吃掉戀人的暴魔獸！            | - 顎門暴魔（聲：森篤夫）                                                                       | 藤井邦夫 | 新井清     |
| 1989/04/15   | 8    | 在天空飛行的邪冥之家          | - 房屋暴魔（暴魔房子） （聲：岸野一彦）                                                        | 曾田博久 | 長石多可男 |
| 1989/04/22   | 9    | 憧憬是惡魔的長笛              | - 糾纏暴魔（聲：依田英助）                                                                     | 藤井邦夫 | 長石多可男 |
| 1989/04/29   | 10   | 呼喚鬼的五月人偶              | - 鬼暴魔（聲：西尾德） - 赤鬼 - 青鬼                                                           | 藤井邦夫 | 東條昭平   |
| 1989/05/06   | 11   | 爆發！烏拉街道！              | - 烏拉暴魔（聲：丸山詠二）                                                                     | 曾田博久 | 東條昭平   |
| 1989/05/13   | 12   | 化作星辰的暴魔獸              | - 硬漢暴魔（聲：神山卓三）                                                                     | 藤井邦夫 | 新井清     |
| 1989/05/20   | 13   | 魔女落入圈套！                | - 嘆息暴魔（聲：京田尚子）                                                                     | 藤井邦夫 | 新井清     |
| 1989/05/27   | 14   | 登場！流浪轉校生              | - 土偶暴魔（聲：森篤夫）                                                                       | 曾田博久 | 長石多可男 |
| 1989/06/03   | 15   | 闇丸！必殺狙擊                | - 敲打達摩暴魔（聲：丸山詠二）                                                                 | 曾田博久 | 長石多可男 |
| 1989/06/10   | 16   | 發射 V-Turbo Bazooka          | - 腫瘤暴魔（聲：岸野一彦）                                                                     | 曾田博久 | 東條昭平   |
| 1989/06/17   | 17   | 返老還童的老師                | - 多羅羅暴魔（聲：依田英助）                                                                   | 藤井邦夫 | 東條昭平   |
| 1989/06/24   | 18   | 5分鐘的變身                   | - 化石暴魔（聲：岸野一彥）                                                                     | 曾田博久 | 長石多可男 |
| 1989/07/01   | 19   | 激鬥！暴魔兄弟                | - 極惡暴魔（聲：森篤夫） - 冰魔（聲：日下秀昭） - 炎魔（聲：森篤夫）                           | 井上敏樹 | 長石多可男 |
| 1989/07/08   | 20   | 暴魔族春奈                    | - 猛毒暴魔（聲：德丸完）                                                                       | 井上敏樹 | 東條昭平   |
| 1989/07/15   | 21   | 相撲勝負                      | - 相撲暴魔（聲：神山卓三）                                                                     | 曾田博久 | 東條昭平   |
| 1989/07/22   | 22   | 青春之路！                    | - 車手暴魔（聲：齊藤茂）                                                                       | 曾田博久 | 長石多可男 |
| 1989/07/29   | 23   | 好多幽靈                      | - 幽靈暴魔（聲：大山豐）                                                                       | 藤井邦夫 | 長石多可男 |
| 1989/08/05   | 24   | 恐怖！夏之海                  | - 椰暴魔（聲：篠田薰）                                                                         | 曾田博久 | 新井清     |
| 1989/08/12   | 25   | 戰鬥小狗                      | - 犬神暴魔（聲：河合義雄）                                                                     | 曾田博久 | 新井清     |
| 1989/08/19   | 26   | 力！九死一生                  | - 不死暴魔（聲：岸野一彥）                                                                     | 井上敏樹 | 東條昭平   |
| 1989/08/26   | 27   | 少女暴魔 鈴                   | - 鈴鳴暴魔（聲：松本梨香／演（人類型態）：湯原弘美）                                           | 渡邊麻實 | 東條昭平   |
| 1989/09/02   | 28   | 機械人無法合體                | -                                                                                              | 曾田博久 | 長石多可男 |
| 1989/09/09   | 29   | 趕快吧 新機械人               | - 黑子暴魔                                                                                     | 曾田博久 | 長石多可男 |
| 1989/09/23   | 30   | 雷達的末日                    | - 超魔神暴魔                                                                                   | 曾田博久 | 東條昭平   |
| 1989/09/30   | 31   | 女戰士霧香                    | - 御守暴魔（聲：松本梨香） - 骷髏怪人*2 （聲、演（人類型態）：竹内靖（男）、奥山眞佐子（女）） | 曾田博久 | 東條昭平   |
| 1989/10/06   | 32   | 惡魔的大怪鳥！                | - 鏡暴魔（聲：神山卓三）                                                                       | 曾田博久 | 長石多可男 |
| 1989/10/13   | 33   | 奪回！洋平的臉                | - 無臉暴魔（聲：依田英助）                                                                     | 曾田博久 | 長石多可男 |
| 1989/10/20   | 34   | 祖魯天的秘技                  | - 嚴懲暴魔（聲：西尾德）                                                                       | 曾田博久 | 東條昭平   |
| 1989/10/27   | 35   | 呼喚愛的魔神劍                | - 死神暴魔（聲：西尾德） - 亡靈暴魔獸                                                          | 井上敏樹 | 東條昭平   |
| 1989/11/03   | 36   | 命運的回憶…                   | - 記憶暴魔（聲：德丸完）                                                                       | 藤井邦夫 | 長石多可男 |
| 1989/11/10   | 37   | 神秘功夫少女                  | - 祖魯天金屬Type （聲：梅津秀行） - 金屬人類                                                   | 曾田博久 | 長石多可男 |
| 1989/11/17   | 38   | 吃人的地獄畫                  | - 地獄畫暴魔（聲：丸山詠二）                                                                   | 渡邊麻實 | 蓑輪雅夫   |
| 1989/11/24   | 39   | 拉貢的末日                    | -                                                                                              | 曾田博久 | 蓑輪雅夫   |
| 1989/12/01   | 40   | 走吧！四國之子                | - 繪本暴魔（聲：山口健）                                                                       | 曾田博久 | 東條昭平   |
| 1989/12/08   | 41   | 我就是明星！                  | - 演員暴魔（候鳥暴魔） （聲：依田英助）                                                        | 曾田博久 | 東條昭平   |
| 1989/12/15   | 42   | 可怕的生日！                  | - 惡魔暴魔（聲：丸山詠二） - 小惡魔                                                            | 藤井邦夫 | 長石多可男 |
| 1989/12/22   | 43   | 第六名戰士！                  | - 槍手暴魔（聲：岸野一彥）                                                                     | 井上敏樹 | 長石多可男 |
| 1990/01/05   | 44   | 流亡暴魔傳說                  | - 鎧甲暴魔（聲：新井一典）                                                                     | 渡邊麻實 | 蓑輪雅夫   |
| 1990/01/12   | 45   | 超魔法少年                    | - 印章暴魔                                                                                     | 曾田博久 | 蓑輪雅夫   |
| 1990/01/19   | 46   | 拉貢的逆襲                    | - 獨眼暴魔                                                                                     | 曾田博久 | 長石多可男 |
| 1990/01/26   | 47   | SOS変身不能SOS無法變身        | - 多拉古拉暴魔                                                                                 | 曾田博久 | 長石多可男 |
| 1990/02/02   | 48   | 流亡暴魔的秘密                | - 橡膠暴魔（聲：神山卓三）                                                                     | 曾田博久 | 長石多可男 |
| 1990/02/09   | 49   | 美麗的霧香                    | - 闇蜘蛛暴魔                                                                                   | 曾田博久 | 蓑輪雅夫   |
| 1990/02/16   | 50   | 可怕的大封印                  | - 封印暴魔（聲：依田英助）                                                                     | 曾田博久 | 蓑輪雅夫   |
| 1990/02/23   | 51   | 青春的畢業典禮                | -                                                                                              | 曾田博久 | 蓑輪雅夫   |

## 音樂
片頭曲：
作詞：松本一起
作曲：井上能征
編曲：米光亮
演唱：佐藤健太
片尾曲：（第1-50集）
作詞：松本一起
作曲：井上能征
編曲：米光亮
演唱：佐藤健太
原創插曲：

作詞：松本一起
作曲：小杉保夫
編曲：米光亮
演唱：佐藤健太、蟋蟀'73

作詞：白峰美津子
作曲：小坂明子
編曲：松下一也
演唱：帶川鏡子

作詞：園部和範
作曲：古田喜昭
編曲：松下一也
演唱：蟋蟀'73

作詞：只野菜摘
作曲：井上能征
編曲：米光亮
演唱：HANNAH

作詞：松本一起
作曲：池毅
編曲：吉田明彦
演唱：佐藤健太、蟋蟀'73、SHINES

作詞：園部和範
作曲：井上能征
編曲：米光亮
演唱：佐藤健太、SHINES

作詞：八手三郎
作曲：小杉保夫
編曲：吉田明彥
演唱：茅弘二

作詞：八手三郎
作曲：小杉保夫
編曲：牧野三朗
演唱：石原慎一

作詞：松本一起
作曲：井上能征
編曲：米光亮
演唱：佐藤健太
非原創插曲：

作詞：田口俊
作曲：井上能征
編曲：佐藤準
演唱：光GENJI

作詞：賣野雅勇
作曲、演唱：矢澤永吉

作詞、作曲：井上陽水
編曲：崎谷健次郎
演唱：齊藤由貴

作詞：相澤行夫
作曲、演唱：矢澤永吉

作詞：TOM＆K.KOIKE
作曲：K.KOIKE
編曲：Light house project
演唱：TOM★CAT

## 劇場版
《高速戰隊渦輪連者》
與此作同名的劇場版電影，於1989年3月18日首映。
製作人員：
- 導演：長石多可男
- 劇本：曾田博久

## 海外播放
香港曾於1990年至1991年期間由無綫電視翡翠台以《雷霆煞星》為譯名播出。

## 外部連結
- 高速戰隊渦輪連者